# Талия
Вижте пояснителната страница за други значения на Талия.
Талията е част от корема намираща се между гръдния кош и таза. При хора със слабо телосложение, талията е най-тясната част от торса.
Мястото на талията е различно за различните хора. За да се намери естествената талия е нужно да се изправим и след това да се наклоним встрани придържайки краката и бедрата изправени. Мястото на което се образуват гънки на торса представлява естествената талия.

## Измерване на талията
Талията би следвало да се измерва хоризонтално около тялото по средата между най-ниското ребро и гребена на хълбочната кост. На практика, обаче, талията се измерва в точката където има най-малка обиколка, обикновено над пъпа за жени и точно под пъпа за мъже. В момента на измерване ръцете са отведени встрани, мускулите са в покой, а дишането се задържа.
Обиколката на талията на човек е показател за затлъстяване. Излишната мастна тъкан е рисков фактор за развитие на сърдечно-съдови заболявания и други болести, свързани със затлъстяването. Националния институт по кардиология, пулмология и хематология (NHLBI) класифицира риска от заболявания свързани със затлъстяването като висок, ако мъжете имат обиколка на талията по-голяма от 102 cm, а жените имат обиколка на талията по-голяма от 88 см. Изследване от април 2007 г. показва, че обиколката на талията и съотношението талия-ханш са фактори за появата на сърдечно-съдови проблеми.

### Съотношение талия-ханш
Съотношение талия-ханш е отношението на обиколката на талията към тази на ханша. То измерва пропорцията, с която мазнините се разпределят около торса.
Показано е, че съотношението талия-ханш от 0,7 за жените и 0,9 за мъжете е силно свързано с общото здравословно състояние и плодовитостта. Разговорно тази форма се сравнява с формата на пясъчен часовник. 

## Световен рекорд за най-малка талия
Най-малката талия принадлежи на високата 172 cm Кати Юнг от САЩ. Талията ѝ измерена с корсет има обиколка от 38,1 cm, а без корсет – 53,34 cm.